# Lillà (Van Gogh)
Lillà è un dipinto a olio su tela (73x92 cm) realizzato nel 1889 dal pittore Vincent van Gogh.
È conservato nel Museo dell'Ermitage di San Pietroburgo.
Il dipinto è stato realizzato durante il ricovero volontario presso l'ospedale di Saint-Rémy, vicino ad Arles.